# Вишњево (Травник)
Вишњево је насељено место у Босни и Херцеговини у општини Травник. Административно припада Федерацији Босне и Херцеговине, односно њеном Средњобосанском кантону. Према попису становништва из 2013. у насељу је било 1.001 становника, а већинску популацију чинили су Бошњаци.

## Становништво
По последњем службеном попису становништва из 2013. године у овом насељу живело је 1.001 становника, а село је било етнички хомогено са већинском бошњачкомпопулацијом.
| Националност | 2013. | 1991.        | 1981.        | 1971.        |
| Бошњаци      | —     | 966 (99,90%) | 840 (100,0%) | 685 (99,71%) |
| Срби         | —     | 0            | 0            | 1 (0,15%)    |
| Југословени  | —     | 0            | 0            | 1 (0,15%)    |
| остали       | —     | 1 (0,10%)    | 0            | 0            |
| Укупно       | 1.001 | 967          | 840          | 687          |